# Maros László
Maros László (Budapest, 1918. június 17. – Halle, 1977. június 6.) újságíró.

## Élete
Maros (Munk) Imre Ignác (1893–1944/1945) levelező, hírlapíró és Visontai Olga (1891–?) gyermekeként született. Apja a Gabona és Terményújság című lap kiadója és felelős szerkesztője volt, azonban 1938-ban az újságot betiltatták, s őt magát 1944 decemberében látták utoljára egy ausztriai tanyán. Feltehetőleg munkaszolgálat közben vesztette életét. Szülei elváltak.
A budapesti VI. Kerületi Négyévfolyamú Báró Wesselényi Miklós Felső Kereskedelmi Iskolában érettségizett, majd a Dante Könyvkiadónál lett újságíró gyakornok. 1939-ben került Az Újság szerkesztőségébe, ahol 1940-ig dolgozott. A második világháború alatt zsidó származása miatt többször behívták munkaszolgálatra. 1944 őszén Szászrégenben román–magyar nyelvű hetilapot alapított Egyenlőség – Egalitatea címmel. 1945-ben alapító tagja volt a Világosság című napilapnak és 1948-ig a közgazdasági, majd a törvényszéki rovatát vezette. A két munkáspárt egyesülése során rövid ideig a Szabadság szerkesztőségében dolgozott. 1948-as megalakulásától 1956-ig az Esti Budapest rovatvezetője volt. 1956. december 17-től az Esti Hírlap sportrovatának helyettes vezetőjeként tevékenykedett. 1957–1959 között a Kossuth Kiadónál, 1959-től ismét az Esti Hírlapnál dolgozott. Közlekedési balesetben vesztette életét.
Hamvasztás utáni búcsúztatóját a Farkasréti temetőben tartották. Az Esti Hírlap szerkesztősége, a Hírlapkiadó Vállalat és a Magyar Újságírók Országos Szövetsége nevében Paizs Gábor, az Esti Hírlap főszerkesztő-helyettese, a barátok és a pályatársak nevében Turi András, a Hétfői Hírek olvasószerkesztője vett tőle végső búcsút.

## Díjai, elismerései
- Szocialista Munkáért Érdemérem (1954)[8]
- Magyar Népköztársaság Sportérdemérem ezüst fokozata (1973)[9]

## Művei
- Így láttam a kapuból (1–2. kiadás: Budapest, 1963, 3. kiadás: Budapest, 1964)